# Kirsi Heikkinen
Kirsi Heikkinen (Pirkkala, 1978. szeptember 26. –) finn nemzetközi női labdarúgó-játékvezető. Polgári foglalkozása tanár. Lánykori neve Kirsi Savolainen.

## Pályafutása
Játékvezetésből 1998-ban vizsgázott. A SPL Játékvezető Bizottságának (JB) minősítésével a Ykkönen, majd a Veikkausliiga játékvezetője. Az első finn női bíró. A nemzeti női labdarúgó bajnokságban kiemelkedően foglalkoztatott bíró. Küldési gyakorlat szerint rendszeres 4. bírói, illetve alapvonalbírói szolgálatot is végez.
A Finn labdarúgó-szövetség JB terjesztette fel nemzetközi játékvezetőnek, a Nemzetközi Labdarúgó-szövetség (FIFA) 2002-től tartja nyilván női bírói keretében. A FIFA JB központi nyelvei közül az angolt, a franciát és a németet beszéli. Több nemzetek közötti válogatott (Női labdarúgó-világbajnokság, Női labdarúgó-Európa-bajnokság, Olimpiai játékok, Algarve-kupa), valamint UEFA Női Bajnokok Ligája klubmérkőzést vezetett. Az egyik legtapasztaltabb női labdarúgó játékvezetők a világon.  UEFA besorolás szerint a 2. kategóriába tevékenykedik. Vezetett kupadöntők száma: 1.
| Időpont         | Helyszín                     | Mérkőzés típusa                   | Mérkőzés          | Eredmény |
| --------------- | ---------------------------- | --------------------------------- | ----------------- | -------- |
| 2005. május 28. | Kijelölt Stadion, Svédország | első felnőtt nemzetközi mérkőzése | Svédország–Kanada | 1 – 1    |

A 2008-as U17-es női labdarúgó-világbajnokságon, valamint a 2010-es U17-es női labdarúgó-világbajnokságon a FIFA JB hivatalnoki feladatokra foglalkoztatta.
| Időpont              | Helyszín                               | Mérkőzés típusa              | Mérkőzés                                                                         | Eredmény | Nézők száma |
| -------------------- | -------------------------------------- | ---------------------------- | -------------------------------------------------------------------------------- | -------- | ----------- |
| 2008. október 28.    | North Harbour Stadion, Auckland        | csoportmérkőzés (A. csoport) | Új-Zéland–Kanada                                                                 | 0 – 1    | 13 123      |
| 2008. november 1.    | Queen Elizabeth II Park, Christchurch  | csoportmérkőzés (B. csoport) | Ghána–Németország                                                                | 2 – 3    |             |
| 2008. november 9.    | Waikato Stadion, Hamilton              | egyik negyeddöntő            | Dél-Korea–Amerikai Egyesült Államok                                              | 2 – 4    | 7247        |
| 2010. szeptember 5.  | Hasely Crawford Stadion, Port of Spain | csoportmérkőzés (A. csoport) | Nigéria–Észak-Korea                                                              | 3 – 2    | 13 646      |
| 2010. szeptember 13. | Dwight Yorke Stadion, Scarborough      | csoportmérkőzés (C. csoport) | Japán–Új-zélandi U17-es női labdarúgó-válogatott                                 | 0 – 3    | 2140        |
| 2010. szeptember 25. | Hasely Crawford Stadion, Port of Spain | döntő                        | Dél-koreai U17-es női labdarúgó-válogatott–Japán U17-es női labdarúgó-válogatott | 0 – 3    | 12 983      |

A2014-es U20-as női labdarúgó-világbajnokságon a FIFA JB hivatalnoki feladatokra foglalkoztatta.
| Időpont            | Helyszín                       | Mérkőzés típusa              | Mérkőzés                           | Eredmény | Nézők száma |
| ------------------ | ------------------------------ | ---------------------------- | ---------------------------------- | -------- | ----------- |
| 2014. augusztus 9. | Commonwealth Stadion, Edmonton | csoportmérkőzés (B. csoport) | Amerikai Egyesült Államok–Brazília | 1 – 0    | 10 025      |
| 2014. augusztus .  | BMO Field, Toronto             | csoportmérkőzés (D. csoport) | Costa Rica–Új-Zéland               | 0 – 3    | 6914        |

A 2011-es női labdarúgó-világbajnokságon a FIFA JB bíróként alkalmazta. Selejtező mérkőzéseket az UEFA zónában irányított. 
| Időpont             | Helyszín                               | Mérkőzés típusa                     | Mérkőzés                                          | Eredmény | Nézők száma |
| ------------------- | -------------------------------------- | ----------------------------------- | ------------------------------------------------- | -------- | ----------- |
| 2009. október 29.   | Zsetiszu Stadion, Taldikorgan          | (2011 vb) előselejtező (6. csoport) | Kazahsztán–Észak-Írország                         | 1 – 2    |             |
| 2010. június 4.     | Rugby Park, Kilmarnock                 | (2011 vb) előselejtező (3. csoport) | Skócia–Dánia                                      | 0 – 1    |             |
| 2010. június 19.    | Kielce City Stadium, Kielce            | (2011 vb) előselejtező (4. csoport) | Lengyelország–Magyarország                        | 0 – 0    |             |
| 2010. augusztus 21. | Sepp-Doll Stadion, Krems an der Donau  | (2011 vb) előselejtező (5. csoport) | Ausztria–Anglia                                   | 0 – 4    |             |
| 2010. október 6.    | Domenico Francioni Stadion, Latina     | (2011 vb) rájátszás                 | Olaszország–Ukrajna                               | 0 – 0    |             |
| 2011. június 27.    | Ruhr Stadion, Bochum                   | csoportmérkőzés (B. csoport)        | Japán–Új-Zéland                                   | 2 – 1    | 12 538      |
| 2011. július 5.     | Borussia-Park Stadion, Mönchengladbach | csoportmérkőzés (A. csoport)        | Franciaország–Németország                         | 2 – 4    | 45 867      |
| 2011. július 13.    | Borussia-Park Stadion, Mönchengladbach | egyik előselejtező                  | Francia női labdarúgó-válogatott–Egyesült Államok | 1 – 3    | 25 676      |

A 2009-es női labdarúgó-Európa-bajnokságon, valamint a 2013-as női labdarúgó-Európa-bajnokságon az UEFA JB játékvezetőként foglalkoztatta.
| Időpont              | Helyszín                                              | Mérkőzés típusa                     | Mérkőzés                                                        | Eredmény | Nézők száma |
| -------------------- | ----------------------------------------------------- | ----------------------------------- | --------------------------------------------------------------- | -------- | ----------- |
| 2009. augusztus 25.  | Veritas Stadion, Turku                                | csoportmérkőzés (C. csoport)        | Svédország–Oroszország                                          | 0 – 3    | 4697        |
| 2009. augusztus 30.  | Ratina Stadion, Tampere                               | csoportmérkőzés (B. csoport)        | Német női labdarúgó-válogatott–Izland                           | 1 – 0    | 3101        |
| 2009. szeptember 3.  | Ratina Stadion, Tampere                               | egyik negyeddöntő                   | Hollandia–Francia női labdarúgó-válogatott                      | 0 – 0    | 2766        |
| 2009. szeptember 7.  | Finnair Stadion, Helsinki                             | egyik elődöntő                      | Német női labdarúgó-válogatott–Norvégia                         | 3 – 1    | 2 765       |
| 2011. szeptember 17. | Laugardalsvöllur, Reykjavík                           | (2013 eb) előselejtező (3. csoport) | Izlandi labdarúgó-válogatott–Norvég labdarúgó-válogatott        | 1 – 1    | 3007        |
| 2012. június 16.     | Brügglifeld Stadion, Aarau                            | (2013 eb) előselejtező (2. csoport) | Svájc–Spanyolország                                             | 4 – 3    | 760         |
| 2012. szeptember 16. | Riviera delle Palme Stadion, San Benedetto del Tronto | (2013 eb) előselejtező (1. csoport) | Olasz női labdarúgó-válogatott–Lengyel női labdarúgó-válogatott | 1 – 0    | 390         |
| 2012. október 20.    | Sports Complex Stadion, Szevasztopol                  | (2013 eb) rájátszás                 |                                                                 | 0 – 3    | 1000        |
| 2013. július 14.     | Myresjöhus Stadion, Växjö                             | csoportmérkőzés (B. csoport)        | Izlandi női labdarúgó-válogatott–Német női labdarúgó-válogatott | 0 – 3    | 4620        |
| 2013. július 18.     | Városi Stadion, Linköping                             | csoportmérkőzés (C. csoport)        | Francia női labdarúgó-válogatott–Angol női labdarúgó-válogatott | 3 – 0    | 7332        |
| 2013. július 21.     | Örjans Vall Stadion, Halmstad                         | egyik negyeddöntő                   | Svéd női labdarúgó-válogatott–Izlandi női labdarúgó-válogatott  | 4 – 0    | 7468        |

A 2012. évi nyári olimpiai játékok labdarúgó tornáját, ahol a FIFA JB bírói szolgálatra alkalmazta.
| Időpont            | Helyszín                    | Mérkőzés típusa              | Mérkőzés                                                        | Eredmény | Nézők száma |
| ------------------ | --------------------------- | ---------------------------- | --------------------------------------------------------------- | -------- | ----------- |
| 2012. július 25.   | Ricoh Arena, Coventry       | csoportmérkőzés (F. csoport) | Japán női labdarúgó-válogatott–Kanadai női labdarúgó-válogatott | 2 – 1    | 14 119      |
| 2012. augusztus 3. | Millennium Stadium, Cardiff | egyik negyeddöntő            | Brazília–Japán női labdarúgó-válogatott                         | 0 – 2    | 28 528      |

A 2010-es Algarve-kupa labdarúgó tornán a FIFA JB bíróként foglalkoztatta.
| Időpont           | Helyszín                                          | Mérkőzés típusa              | Mérkőzés                                                         | Eredmény | Nézők száma |
| ----------------- | ------------------------------------------------- | ---------------------------- | ---------------------------------------------------------------- | -------- | ----------- |
| 2010. február 24. | Marcel Saupin Stadion, Vila Real de Santo António | csoportmérkőzés (B. csoport) | Norvég női labdarúgó-válogatott –Svéd női labdarúgó-válogatott   | 2 – 2    |             |
| 2010. március 3.  | Algarve Stadion, Faro                             | döntő                        | Német női labdarúgó-válogatott–Amerikai női labdarúgó-válogatott | 3 – 3    | 1200        |

Az UEFA JB küldésére vezette az UEFA Női Bajnokok Ligája döntőt.
| Időpont         | Helyszín                      | Mérkőzés típusa | Mérkőzés                                        | Eredmény | Nézők száma |
| --------------- | ----------------------------- | --------------- | ----------------------------------------------- | -------- | ----------- |
| 2010. május 20. | Alfonso Pérez Stadion, Getafe | döntő           | Olympique Lyonnais (női)–1. FFC Turbine Potsdam | 0 – 0    | 10 372      |

A Nemzetközi Labdarúgás-történeti és -statisztikai Szövetség (International Federation of Football History & Statistics) (IFFHS) a 2013-as év szakmai eredményessége alapján az év tíz legjobb női labdarúgó-játékvezetője közé rangsorolta. 2013-ban Katerina Volodimirivna Monzul mögött a 6. helyen végzett.